# Amphipsylla phaiomydis
Amphipsylla phaiomydis är en loppart som beskrevs av Ioff 1946. Amphipsylla phaiomydis ingår i släktet Amphipsylla och familjen smågnagarloppor.

## Underarter
Arten delas in i följande underarter:
- A. p. phaiomydis
- A. p. iskul
- A. p. limonia